# 헤르포르트

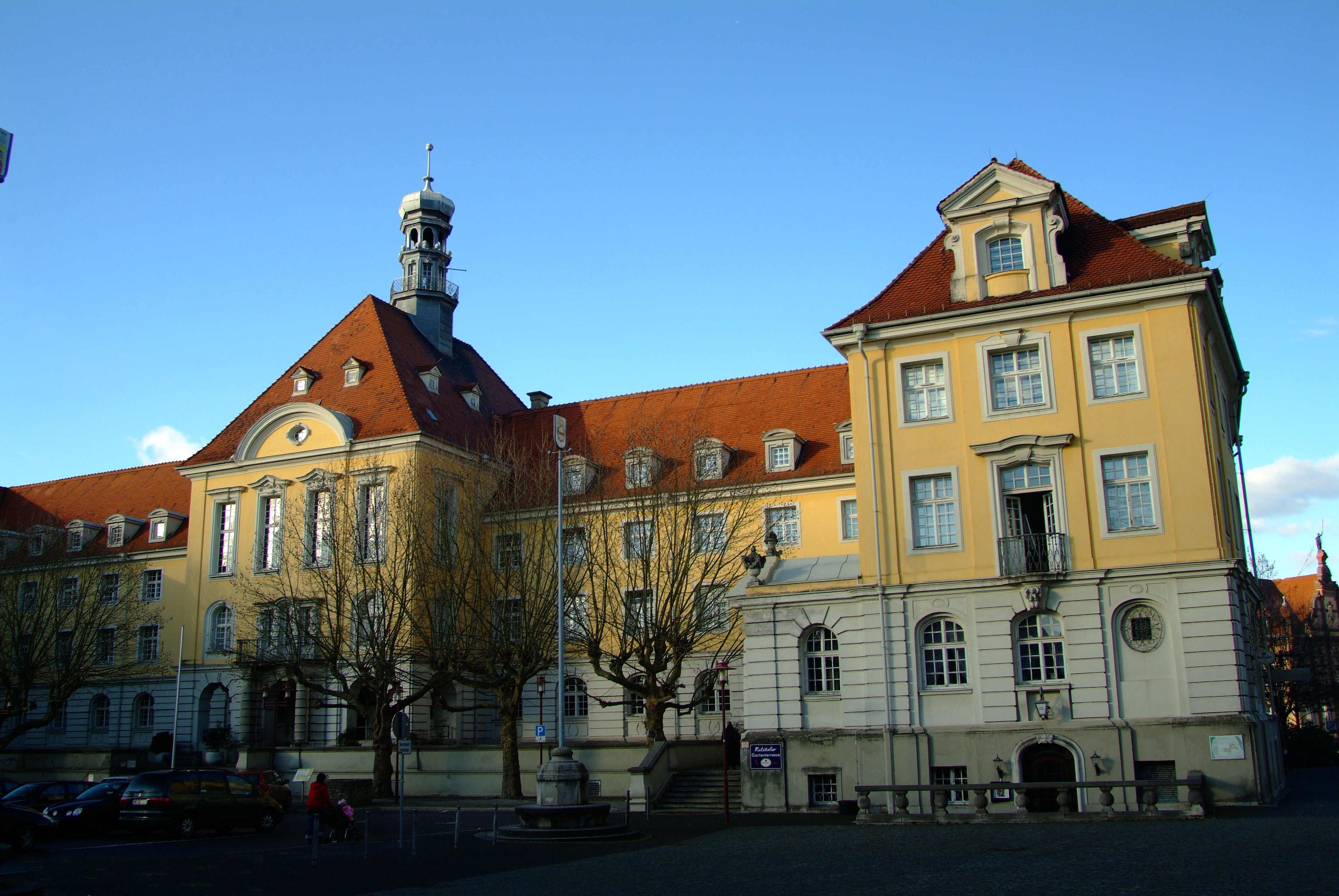
지방관청

헤르포르트(Herford, 독일어 발음: [ˈhɛɐ̯ˌfɔɐ̯t], 저지 독일어: Hiarwede)는 독일 노르트라인베스트팔렌주의 도시로 비헨 힐스와 토이토부르크 숲 사이의 저지대에 위치해 있다. 헤르포르트구의 주도이다.

## 자매도시
자매도시 관계:
- 잉글랜드 힝클리 보스워스
- 덴마크 프레데리시아시
- 미국 퀸시 (일리노이주)

근린 도시:
- 크로아티아 보디체 (크로아티아)
- 폴란드 고주프비엘코폴스키
- 튀르키예 마나브가트
- 중화인민공화국 신베이구

## 저명한 출신
- 카를 제베링: 독일 사회민주당 정치인
- 토마스 헬머: 축구 선수
- 디에고 데메: 축구 선수